# Iéna (metrostation)
Iéna er en station på metronettet i Paris. Stationen ligger på metrolinje 9.

## I nærheden
- Musée d'Art Moderne de la ville de Paris
- Musée Guimet